# Lisa Vaelen
Lisa Vaelen (nasceu em 10 de agosto de 2004) é uma atleta belga de Ginástica que representou a Bélgica nos Jogos Olímpicos de Tokyo.

## Carreira júnior

### 2016-2017
No Campeonato Belga de 2016, Vaelen conquistou as medalhas de ouro em todos os eventos e no geral na Divisão Júnior A-12. Ela então fez sua estreia internacional na Gymnova Cup 2016 e conquistou a medalha de ouro no all-around na divisão Espoir.
No WOGA Classic 2017, Vaelen terminou em sexto no geral e ficou em oitavo com a equipe belga. Ela então competiu no campeonato belga e ganhou a medalha de bronze no all-around. Em seguida, na Copa Gymnova 2017, ela ganhou a medalha de prata no all-around e no salto e na trave, e ela ganhou a medalha de bronze no exercício de solo . Seu último encontro na temporada de 2017 foi o Top Gym Tournament, onde ela ficou em oitavo lugar no all-around e no salto, e terminou em décimo quinto nas barras desiguais .

### 2018
Vaelen voltou ao WOGA Classic, desta vez em décimo segundo lugar no geral. Ela então competiu no International GymSport e ganhou a medalha de ouro no all-around. Em seguida, no campeonato belga, ela ganhou a medalha de bronze no versátil atrás de Fien Enghels e Margaux Daveloose . Ela competiu como convidada no Campeonato Holandês e ganhou a medalha de ouro no all-around. Ela então competiu no Heerenveen Friendly, onde a equipe belga terminou em segundo, atrás da Holanda, e Vaelen ficou em quinto lugar no geral. Em agosto, ela desistiu do Campeonato Europeu de Juniores devido a uma lesão na perna. Ela voltou às competições em novembro na Copa Gymnova e conquistou a medalha de ouro no all-around. Seu último encontro da temporada foi o Top Gym Tournament, onde ganhou a medalha de ouro no all-around.

### 2019
Vaelen mais uma vez começou sua temporada no WOGA Classic, e terminou em sexto no geral. Sua próxima competição foi o Troféu Cidade de Jesolo, onde a seleção belga conquistou a medalha de bronze atrás da Rússia e dos Estados Unidos, e ela terminou em 19º no geral. Ela então ganhou a medalha de ouro no all-around no International GymSport. No campeonato belga, ela ganhou a medalha de bronze no geral. Ela então competiu no FIT Challenge e ajudou a Bélgica a ganhar a medalha de ouro por equipe.
Vaelen competiu no Campeonato Mundial Júnior de 2019 ao lado de Stacy Bertrandt e Noémie Louon, e eles terminaram em quinto lugar na competição por equipes.

## Carreira sênior
Vaelen fez sua estreia sênior no 2020 L'International Gymnix em Montreal, onde ajudou a equipe belga a ganhar a medalha de prata atrás dos Estados Unidos. No entanto, esta foi sua única competição da temporada devido à pandemia COVID-19 .
No 2021 Osijek Challenge Cup, Vaelen ganhou a medalha de bronze nas barras irregulares atrás de Nina Derwael e Zsofia Kovacs . Ela então competiu no FIT Challenge e ajudou a Bélgica a ganhar a medalha de prata para a equipe, atrás da França. Ela foi selecionada para representar a Bélgica nos Jogos Olímpicos de Verão de 2020 ao lado de Nina Derwael, Maellyse Brassart e Jutta Verkest . Ela competiu no salto, barras desiguais e exercícios de solo na final da equipe, onde a equipe terminou em oitavo.

## História competitiva
| Year | Event                      | Team | AA | VT | UB | BB | FX |
| ---- | -------------------------- | ---- | -- | -- | -- | -- | -- |
| 2016 | Belgian Championships      |      | 1  | 1  | 1  | 1  | 1  |
| 2016 | Gymnova Cup                |      | 1  |    |    |    |    |
| 2017 | WOGA Classic               | 8    | 6  |    |    |    |    |
| 2017 | Belgian Championships      |      | 3  | 2  | 2  | 2  | 3  |
| 2017 | Gymnova Cup                |      | 2  | 2  |    | 2  | 3  |
| 2017 | Top Gym                    | 5    | 8  | 8  | 15 |    |    |
| 2018 | WOGA Classic               |      | 12 |    |    |    |    |
| 2018 | International GymSport     |      | 1  | 1  |    | 1  | 1  |
| 2018 | Belgian Championships      |      | 3  | 2  |    | 2  | 2  |
| 2018 | Dutch Championships        |      | 1  | 2  |    | 1  | 1  |
| 2018 | Heerenveen Friendly        | 2    | 5  |    |    |    |    |
| 2018 | Gymnova Cup                |      | 1  | 1  | 4  | 2  | 2  |
| 2018 | Top Gym                    |      | 1  | 3  |    |    | 3  |
| 2019 | WOGA Classic               |      | 5  | 3  |    |    |    |
| 2019 | City of Jesolo Trophy      | 3    | 19 |    |    |    |    |
| 2019 | International GymSport     |      | 1  | 1  | 2  | 2  | 1  |
| 2019 | Belgian Championships      |      | 3  | 2  |    |    | 2  |
| 2019 | FIT Challenge              | 1    | 7  |    |    |    |    |
| 2019 | Junior World Championships | 5    |    |    |    |    |    |
| 2020 | L'International Gymnix     | 2    | 6  |    |    | 7  | 8  |
| 2021 | Osijek World Cup           |      |    |    | 3  | 7  |    |
| 2021 | FIT Challenge              | 2    | 12 |    |    |    |    |
| 2021 | Olympic Games              | 8    |    |    |    |    |    |